# Rozhledna Hoslovice
Rozhledna Hoslovice je typizovaný ocelový telekomunikační stožár mobilního operátora, sloužící zároveň jako turistická rozhledna. Byl postaven v roce 2005 na zalesněném návrší zvaném Čekanka nad obcí Hoslovice v okrese Strakonice. Nadmořská výška u paty stožáru je 668 metrů.

## Historie a technická data
Padesátimetrová telekomunikační věž byla otevřena v srpnu roku 2005. Z vyhlídkové plošiny ve výšce 30 metrů se nabízí výhled na okolní krajinu.

## Výhled
Z rozhledny při pohledu z ochozu je výhled do všech stran, na jihu–jihozápadě je patrná Šumava s vévodícím Boubínem a Bobíkem, dále zimní středisko Zadov, rozhledna na Javorníku, vrch Svatobor s rozhlednou. Směrem na východ je vidět Žďánov s hradem Kašperk. Vidět je také JE Temelín a na severozápadě strakonický komín.